# Збройні сили Еритреї

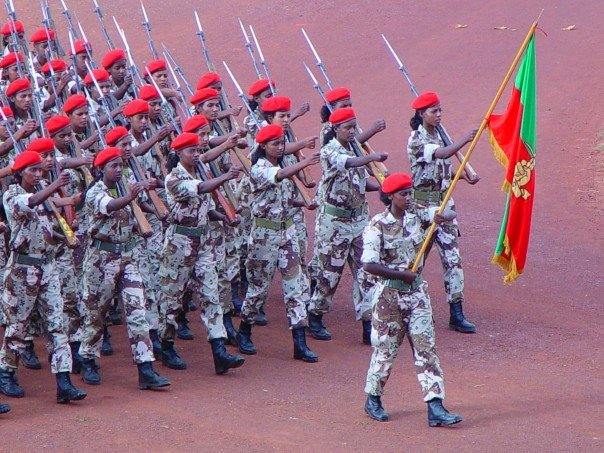
Еритрейські жінки-солдати марширують на параді.

Сили оборони Еритреї (тигр. ሓይልታት ምክልኻል ኤርትራ) — об'єднані військові сили Еритреї, що складаються з трьох видів: сухопутних військ, повітряних сил і військово-морських сил. Сухопутні війська є найбільшою складовою, за нею йдуть ПС і ВМС. Головнокомандувачем СОБ є президент Еритреї. Мають велике стратегічне значення через географічне положення Еритреї, яка має вихід до Червоного моря та контролює Баб-ель-Мандебську протоку.

## Історія

### Перед незалежністю
Військова історія в Еритреї тягнеться на тисячі років; з давніх часів до наших днів суспільство еритрейців мало справу як з війною, так і з миром. Під час королівства Медрі Багрі військові вели численні битви проти військ абіссінців на півдні та османських турків у Червоному морі.
Протягом XVI століття порт Массауа використовувався османами для захисту морських шляхів від порушень, а після того його використовували італійці під час їхньої колоніальної окупації. Королівство Медрі-Бахрі було розпущено, а колонія Еритрея була заснована італійцями в 1890 році, незабаром після відкриття Суецького каналу. Коли італійські війська окупували Ефіопію в 1936 році, еритрейські солдати (відомі як Аскарі) підтримали сили вторгнення. Однак у 1941 році це було скасовано британськими та ефіопськими військами. Еритрейські піхотні батальйони та кавалерійські ескадрони «Regio Corpo Truppe Coloniali» (Королівського колоніального корпусу) активно служили на різних італійських колоніальних територіях між 1888 і 1942 роками.
Під час війни за незалежність Еритреї повстанські рухи (ФВЕ і НФВЕ) використовували добровольців. В останні роки боротьби за незалежність лави НФВЕ зросли до 110 000 добровольців (близько 3% від загальної кількості населення).[джерело?]

### Після проголошення незалежності в 1991 році
Протягом перших двох десятиліть незалежності СОБ формально мали повноваження затримувати та арештовувати цивільних осіб і використовували це повноваження, щоб допомогти поліції затримувати та арештовувати цивільних осіб, що систематично відбувалося з довільних причин. Разом з поліцією, членами НФВЕ та урядовцями СОБ проводили широкомасштабні катування еритрейців.
Військові в'язниці включали підземний шлях B (або тракт B) на заході Асмари, утримуючи 2000 ув'язнених; Аді Абето біля Асмари; Вія, 32 км на південь від Массауа, для утримання військовослужбовців (військовослужбовців, які втекли та тих, хто ухилявся від призову) та членів недозволених релігій; Мітіре, на північному сході Еритреї для релігійних в'язнів; Хаддіс Мааскар, переважно під землею, поблизу військової бази Сава; Ала-Базіт у пустелі біля гір Ала; і Май Діма біля гори Беракіт для затриманих Кунама.

#### Збройний конфлікт у Тиграї
Згідно з розслідуваннями Amnesty International і Human Rights Watch, під час Тиграйської війни на СОБ було покладено головну відповідальність за позасудове вбивство сотень мирних жителів під час різанини в Аксумі, яка в основному відбулася 28–29 листопада 2020 року в Аксумі. Станом на 26 лютого 2021 року, відразу після публікації звіту Amnesty International, Al Jazeera English не отримала відповіді від офіційних осіб Еритреї, але прокоментувала, що міністр інформації Еритреї в січні 2021 року заявив, що «шалена кампанія наклепу проти Еритреї [була ] знову на підйомі».
12 листопада 2021 року Управління контролю за іноземними активами Міністерства фінансів США додало СОБ до свого списку спеціально призначених громадян (SDN) як «урядову установу, яка брала участь або члени якої брали участь у діяльності, яка сприяли виникненню кризи на півночі Ефіопії або перешкоджали припиненню вогню чи мирному процесу для вирішення такої кризи».

## Лідерство
З 1991 року EDF очолював Огбе Абраха до 2000 року, коли його було звільнено за участь у групі міністрів G-15, які закликали до політичних змін в Еритреї. Тюремний охоронець заявив, що Огбе помер у в'язниці в 2002 році від астми. Станом на 2014 рік головою штабу є Філіпос Волдейоханнес.

## Людські ресурси
Сили оборони Еритреї значно менші порівняно з найбільшими в Африці, такими як Єгипетські, Алжиру і Марокко. Чисельність населення Еритреї невелика, особливо в порівнянні з її сусідами. У мирний час армія Еритреї налічує приблизно 45 000 осіб з резервом приблизно 250 тис.

### Військова служба
Кожен працездатний чоловік і жінка повинні прослужити 18 місяців. За цей час вони проходять шість місяців військової підготовки, а залишок витрачається на роботу над проектами національної реконструкції. Ця програма нібито має на меті компенсувати брак капіталу в Еритреї та зменшити залежність від іноземної допомоги, водночас об’єднавши етнічно різноманітне суспільство, наполовину християнське, наполовину мусульманське, що представляє дев’ять етнічних груп. Це викладено як у Конституції Еритреї, так і в Прокламації 82, виданій Національними зборами 23 жовтня 1995. Однак період призову може бути продовжений під час національної кризи, і типовий період державної служби є значно довшим за мінімальний. З 1990-х років призов на військову службу фактично був безстроковим; цей проект політики було порівняно з «рабством» і він зазнав міжнародного осудження.
Військова підготовка проводиться в Навчальному центрі оборони Сава та Військовому навчальному центрі Кілома. Учні, як чоловіки, так і дівчата, зобов'язані відвідувати Навчальний центр Sawa для завершення останнього року середньої освіти, яка інтегрована з їхньою військовою службою. Якщо студент не відвідує цей період навчання, йому або їй не буде дозволено відвідувати університет - багато шляхів до працевлаштування також вимагають підтвердження військової підготовки. Однак вони можуть відвідувати центр професійної підготовки або знайти роботу в приватному секторі. Після 1,5-річної державної служби призовник може вибрати залишитися і стати кар'єрним військовим офіцером. Призовники, які оберуть інакше, теоретично можуть повернутися до цивільного життя, але залишаться резервістами. На практиці випускники військової служби часто вибираються для подальшої державної служби за своїм покликанням - наприклад, вчителі можуть бути примусово відряджені на кілька років до шкіл незнайомого регіону країни. За словами уряду Еритреї, «єдина мета програми Національної служби полягає в тому, щоб виховати здібних, працьовитих і чуйних людей».
Еритрейські призовники також використовуються в невійськових цілях. Солдатів часто використовують як додаткову робочу силу на сільськогосподарських полях країни, збираючи врожай, хоча значна частина зібраної їжі йде на харчування військових, а не населення в цілому.

### Народне ополчення
У 2012 році уряд створив Народне ополчення (відоме як «Хізбаві Серавіт»), щоб забезпечити додаткову військову підготовку цивільних осіб і допомогти в роботі з розвитку. Багато людей похилого віку були змушені приєднатися. Його організаційна структура встановлюється за професіями та/або географічно. Він служить формою національної служби. У 2013 році її очолив бригадний генерал Теклай Манжус.

## Додаткова література
- Warner, Jason (October 2013). Eritrea's military unprofessionalism and US security assistance in the Horn of Africa. Small Wars & Insurgencies. 24 (4): 696—711. doi:10.1080/09592318.2013.857940. S2CID 145445986.